# Bjurtjärnen (Bodums socken, Ångermanland)
Bjurtjärnen är en sjö i Strömsunds kommun i Ångermanland och ingår i Ångermanälvens huvudavrinningsområde. Sjön är 12 meter djup, har en yta på 0,232 kvadratkilometer och är belägen 287,1 meter över havet. Sjön avvattnas av vattendraget Nagasjöån.

## Delavrinningsområde
Bjurtjärnen ingår i det delavrinningsområde (710220-150922) som SMHI kallar för Inloppet i Lill-Hällvattnet. Medelhöjden är 327 meter över havet och ytan är 13,55 kvadratkilometer. Det finns inga avrinningsområden uppströms utan avrinningsområdet är högsta punkten. Nagasjöån som avvattnar avrinningsområdet har biflödesordning 3, vilket innebär att vattnet flödar genom totalt 3 vattendrag innan det når havet efter 184 kilometer. Avrinningsområdet består mestadels av skog (86 procent). Avrinningsområdet har 0,77 kvadratkilometer vattenytor vilket ger det en sjöprocent på 5,6 procent.